# Codorníu

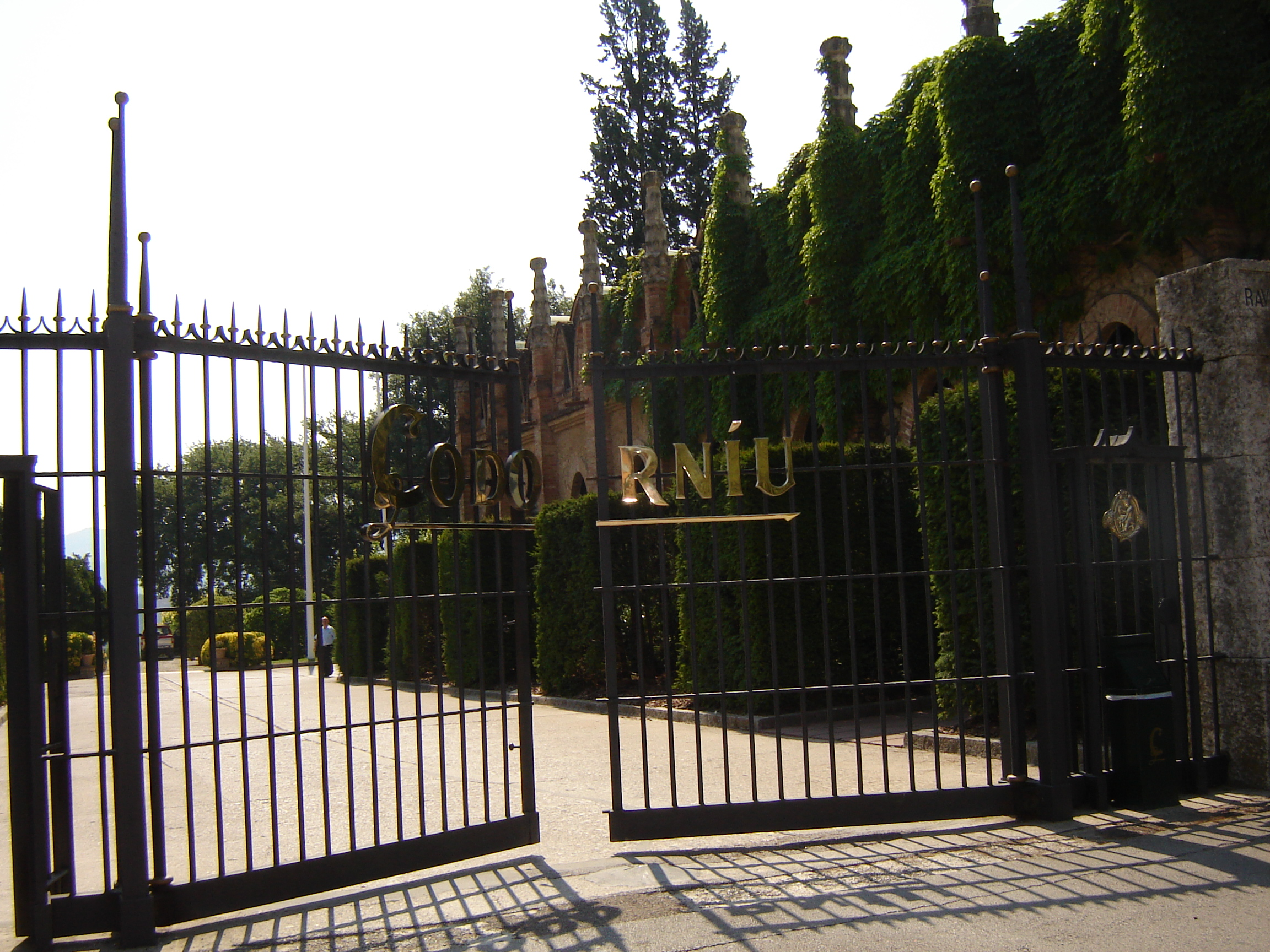
De poort

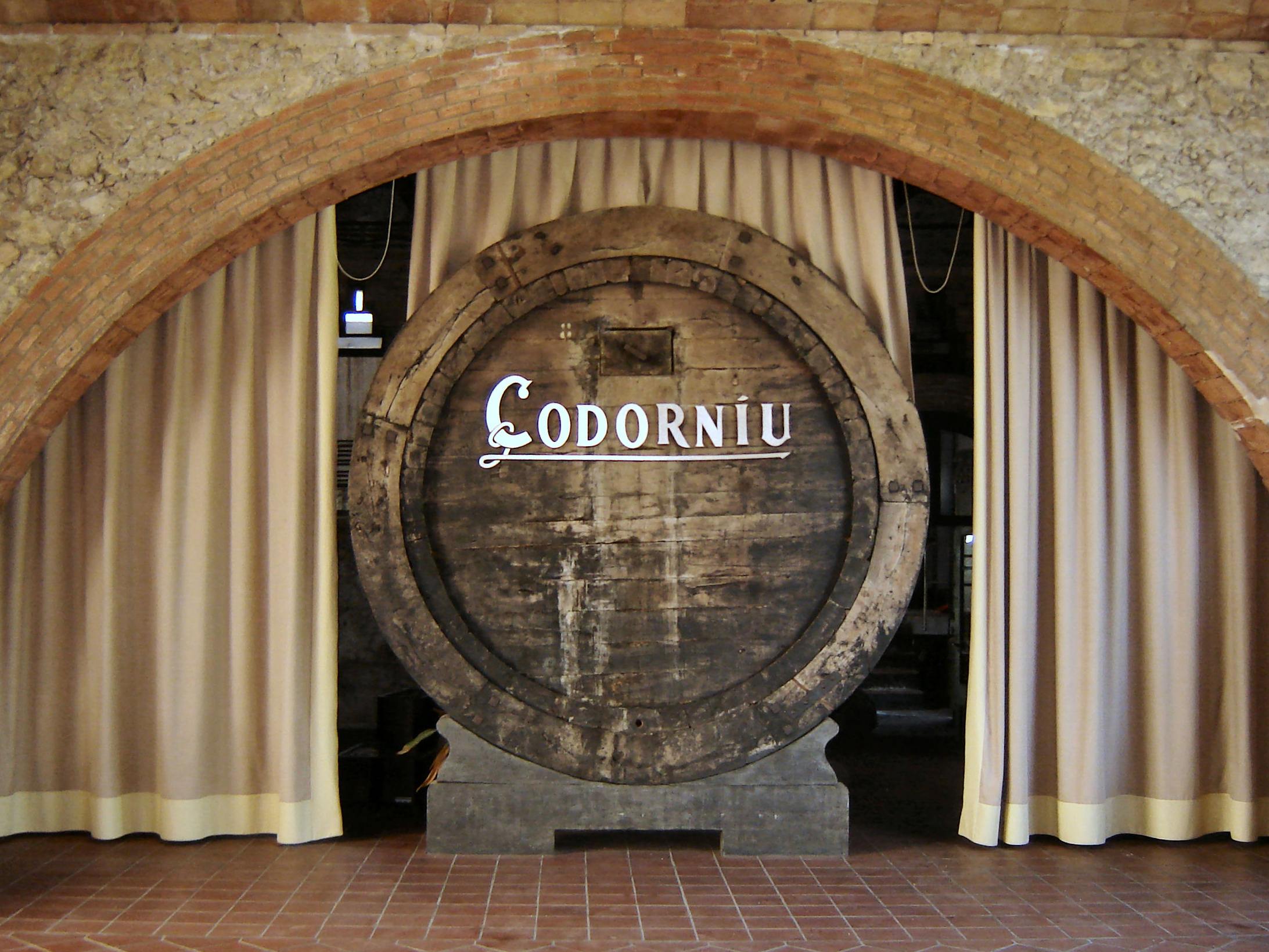
Oud vat in het museum

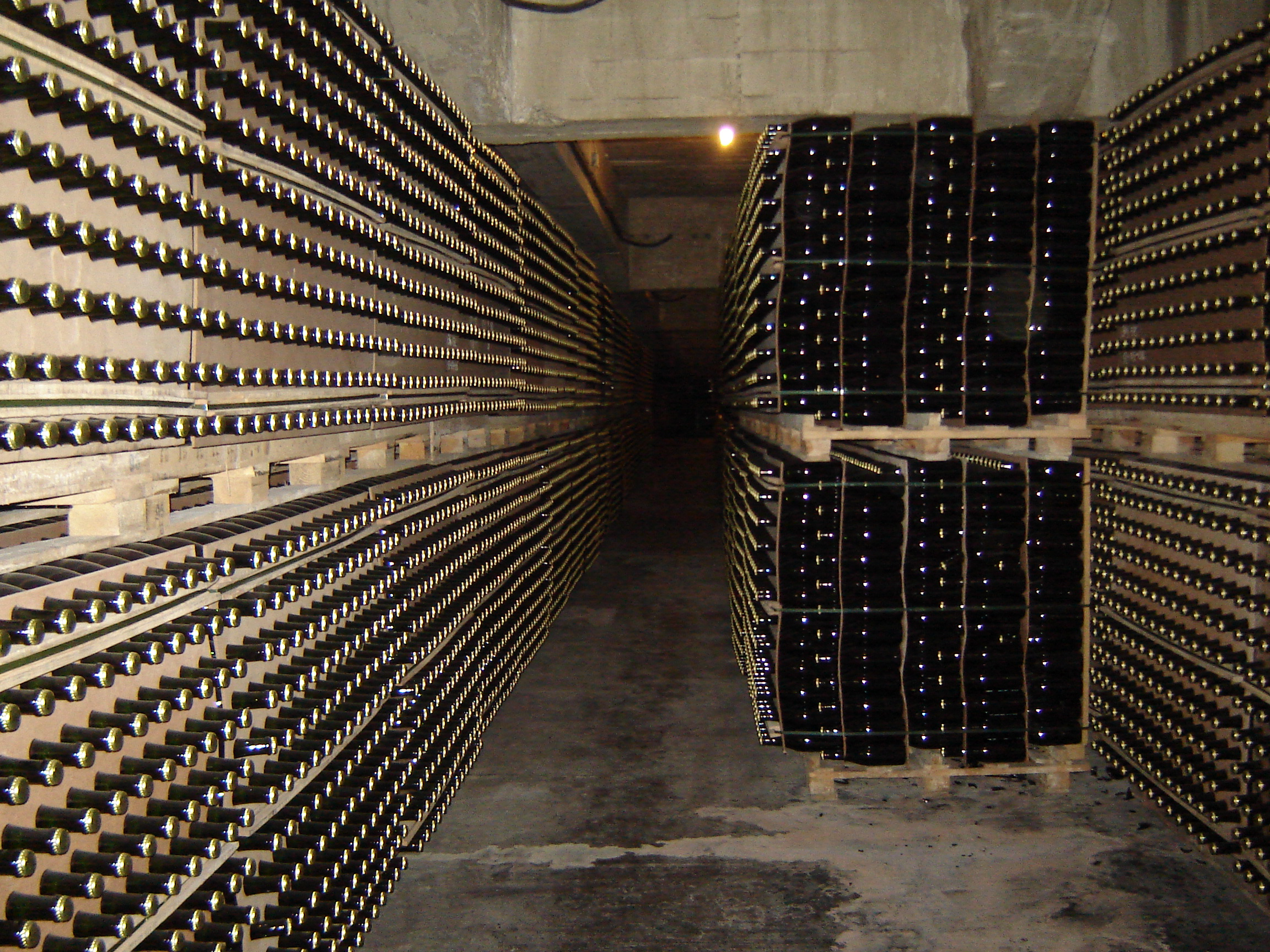
Ondergrondse wijnkelders

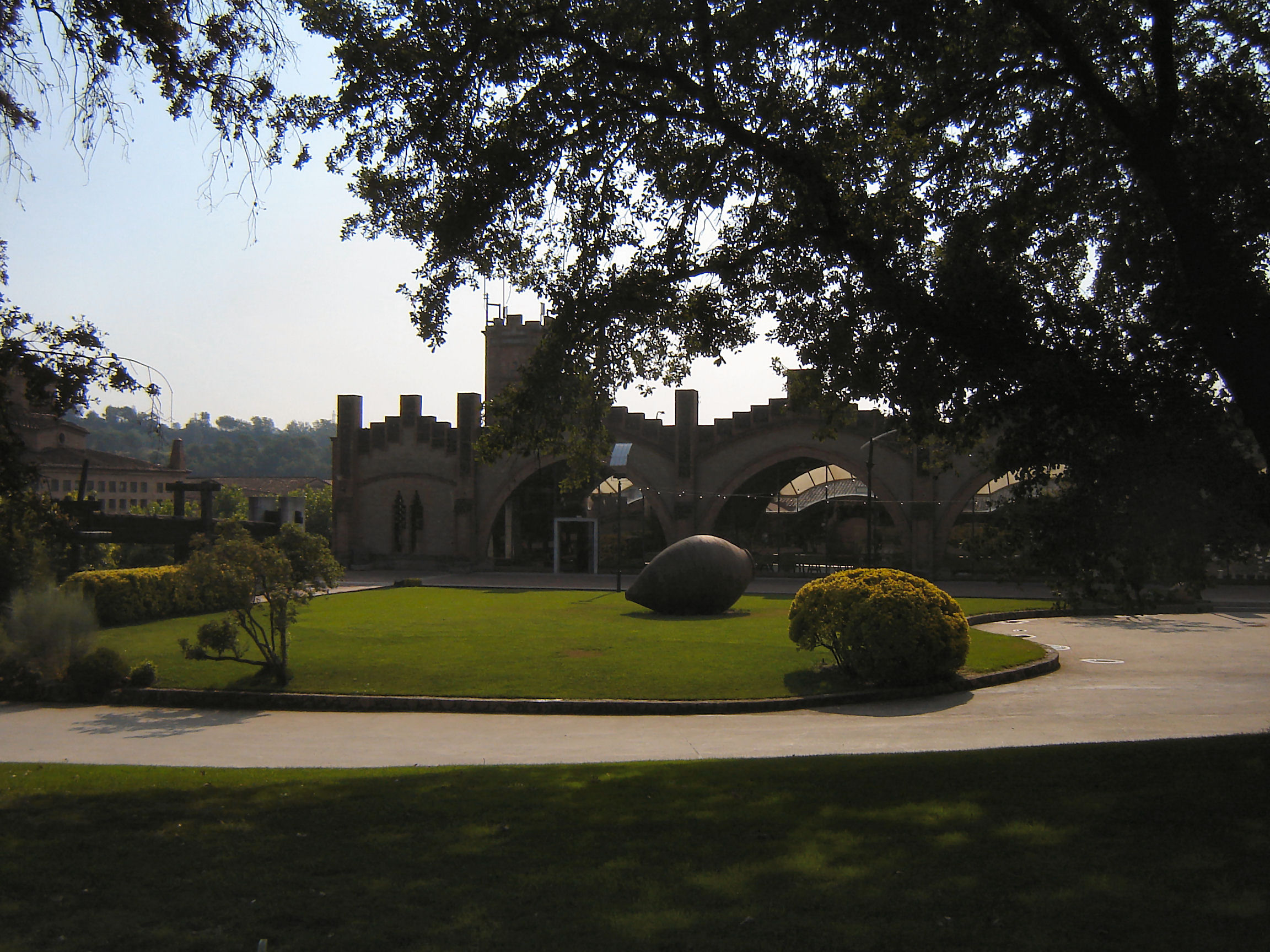
Domein en gebouwen van Codorníu

Codorníu is een Spaanse producent van cava, een Spaanse mousserende wijn. Codorníu is gevestigd in Sant Sadurní d'Anoia in Catalonië. Het familiebedrijf is een van de grootste cavaproducenten, en heeft ook vestigingen in Californië en Argentinië. De cava's worden vooral gemaakt uit macabeo-, parellada-, xarel-lo- en ook chardonnaydruiven.
De geschiedenis van de wijnmakerij gaat terug tot 1551. Op een document uit die tijd wordt Jaume Codorníu vermeld als eigenaar van wijnvaten en -persen. In 1659 huwde Anna Codorníu met Miquel Raventós. Anna was de laatste eigenares met de naam Codorníu; sindsdien is het bedrijf in handen van de familie Raventós. In 1872 creëerde Josep Raventós er de eerste Spaanse vorm van champagne. Sinds 1885 legde het bedrijf zich enkel op deze drank toe. Tegen 1895 produceerde men jaarlijks zo'n honderdduizend flessen. Codorníu werd hofleverancier in 1897 en won ook internationaal prijzen.
Onder de gebouwen van Codorníu liggen de wijnkelders, die een gangenstelsel vormen van in totaal 38 kilometer, in vijf verdiepingen. De gebouwen zelf werden op het eind van 19de, begin van de 20ste eeuw gebouwd. Ze waren ontworpen door de architect Josep Puig i Cadafalch en in 1976 door de Catalaanse overheid als nationaal monument erkend.